# Insetti pronubi

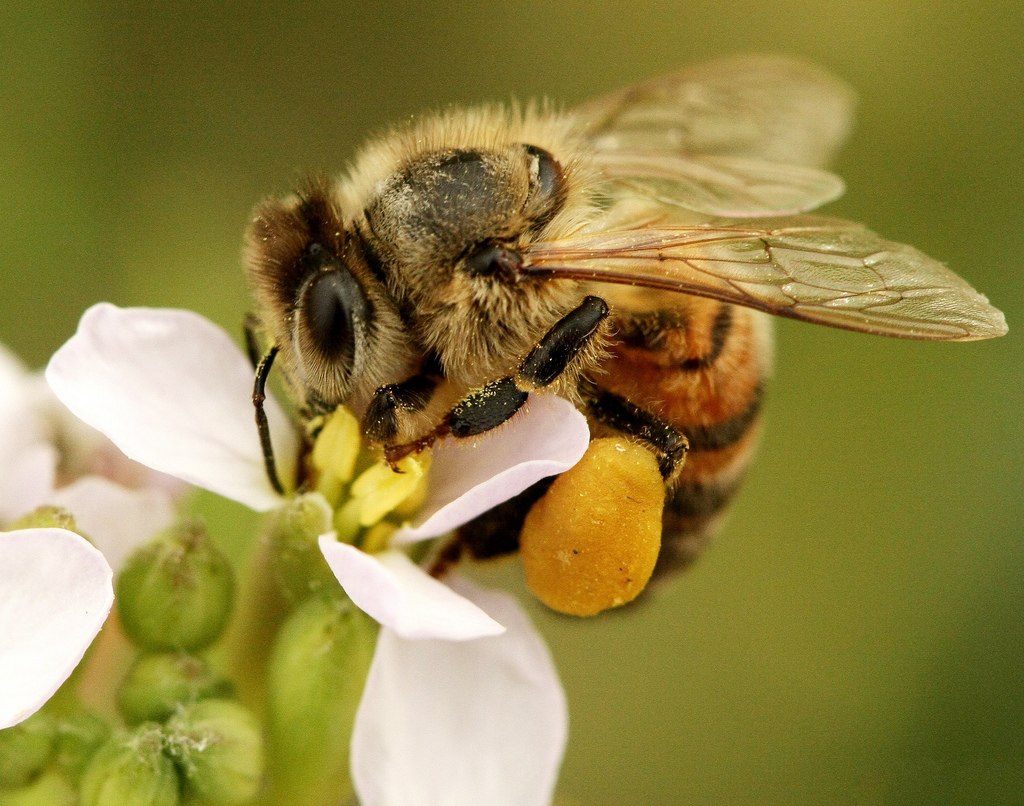
Un'ape su un fiore

Si definiscono insetti prònubi quegli insetti che trasportano il polline da un fiore all'altro permettendo l'impollinazione e la conseguente formazione del frutto.
Sono molti gli insetti in grado di svolgere questo compito, tra cui i più importanti sono sicuramente le api.

## Caratteri morfologici
In generale, gli insetti pronubi hanno caratteri morfologici adatti alla loro specializzazione: i più comuni sono il corpo rivestito fittamente da setole e l'apparato boccale succhiante o lambente-succhiante. Il primo carattere fa sì che il polline resti imbrigliato fra le setole e possa essere così trasportato di fiore in fiore; il secondo è un adattamento alla dieta di questi insetti, basata su liquidi zuccherini, rappresentati in particolare dal nettare dei fiori.
Alcuni insetti presentano delle specializzazioni più marcate. Ad esempio, negli Apoidei, le tibie delle zampe posteriori sono dilatate ed hanno una concavità esterna, detta cestella, in cui si accumula il polline raccolto e trattenuto in una masserella globosa da setole disposte lungo il bordo della cestella. Un altro organo presente negli Apoidei è la spazzola, una formazione di robuste setole sui tarsi posteriori, che l'insetto usa per spazzolare il corpo e raccogliere il polline.

## Principali insetti pronubi

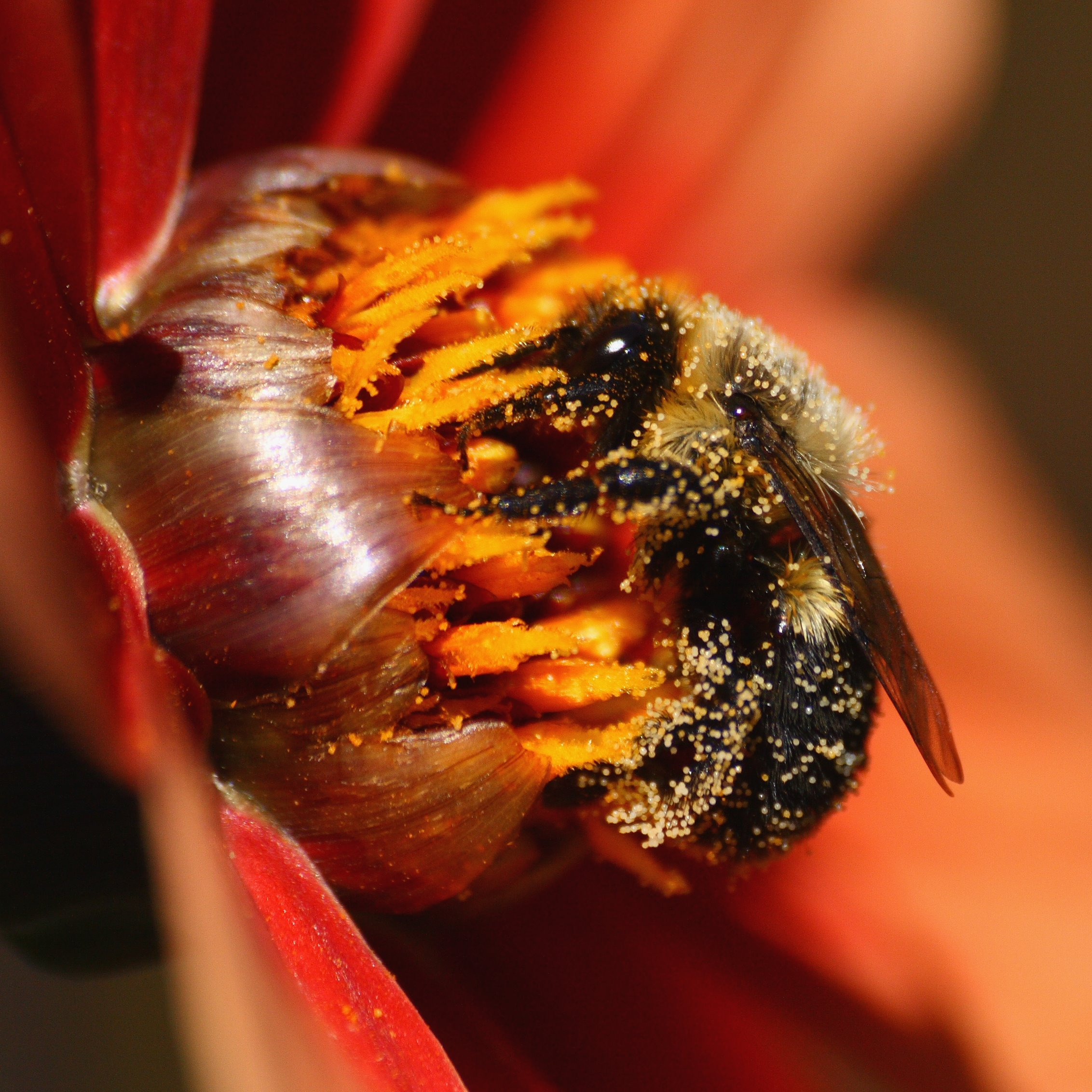
Le api, tra cui la domestica Apis mellifera, sono i più noti e diffusi insetti pronubi.

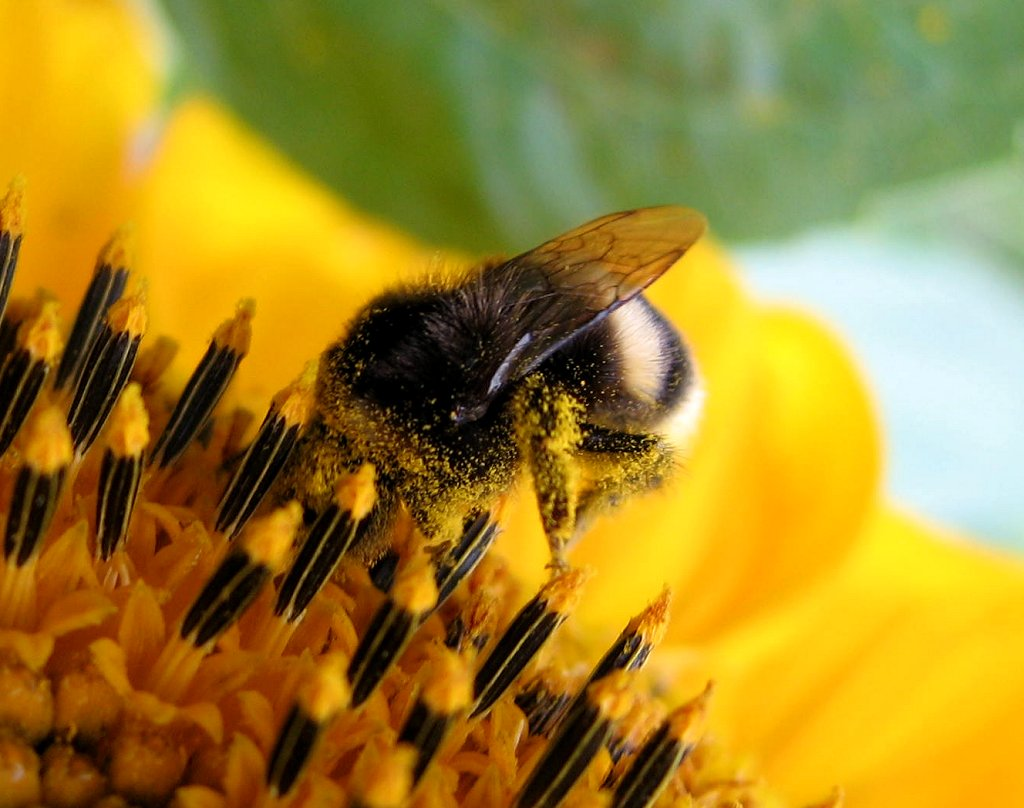
Gli imenotteri del genere Bombus sono tra gli insetti pronubi più utili per l'uomo.

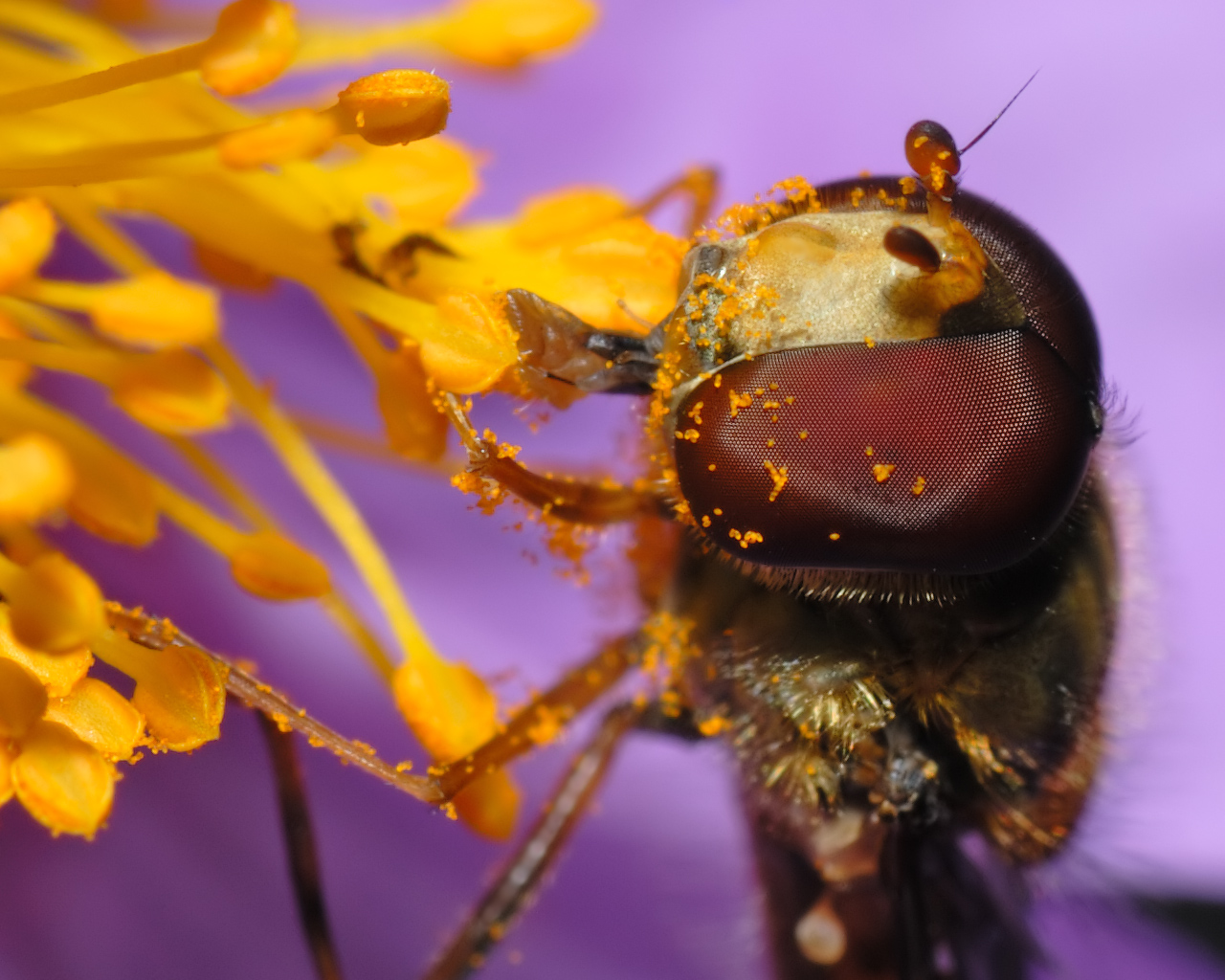
Un dittero Episyrphus balteatus su Cistus incanus.

Gli insetti pronubi fanno capo in generale alle seguenti categorie sistematiche:
- Imenotteri: in generale le api (Anthophila) nella superfamiglia Apoidea, inoltre le superfamiglie Chalcidoidea (Agaonidae) e Vespoidea (Sphecidae, Vespidae e, occasionalmente, Formicidae);
- Lepidotteri: la maggior parte delle specie comprese nell'ordine;
- Ditteri: le famiglie Syrphidae, Bombyliidae e Calliphoridae;
- Rincoti: le famiglie Anthocoridae e Miridae
- Coleotteri: Tenebrionidae, Nitidulidae, Erotylidae, Chrysomelidae, Boganiidae, Curculionidae, ...
- Tisanotteri: esempio Cycadothrips chadwicki
- Ortotteri[3]

### Relazioni specie-specifiche
La relazione tra insetti pronubi e piante può raggiungere livelli sorprendenti di specializzazione.
Relazioni strettamente specie-specifiche sono state descritte, per esempio, tra le differenti specie di Ficus: ogni specie ha un imenottero impollinatore specifico (appartenente alla famiglia delle Agaonidae) e viceversa ogni imenottero deposita le sue uova solo nel frutto di una distinta specie di Ficus. A causa di questa rigida specificità il trapianto di una specie al di fuori del suo areale naturale genera, in assenza dello specifico imenottero impollinatore, esemplari sterili.
Analoga specificità esiste tra molte specie di orchidee e i loro insetti pronubi (vedi p.es. Ophrys speculum e Dasyscolia ciliata).

## Ecologia
In generale, il rapporto ecologico tra pronubi e piante è mutualistico: in genere gli insetti ottengono nutrimento mediante il nettare.
Alcune orchidee non nettarifere imitano invece la forma delle femmine dei pronubi, che tentano invano l'accoppiamento e si caricano così di polline.
Gli insetti pronubi rivestono un ruolo cruciale in frutticoltura e orticoltura: infatti senza la loro attività non si avrebbero produzioni di mele, pere, pesche, ciliegie, susine, albicocche, mandorle, fragole, etc.
Il rapporto fra insetti pronubi e piante è studiato anche da un punto di vista ecologico come indicatore biologico nel monitoraggio ambientale
Uno studio del 2013 della School of Biological Sciences della Università di Bristol suggerisce che i fiori siano in grado di segnalare la disponibilità di nettare al loro interno modulando il loro campo elettrico. I fiori hanno infatti una debole carica elettrica negativa, al contrario degli insetti impollinatori che hanno una carica positiva. Per studiare le interazioni tra questi campi elettrici, i ricercatori hanno posto dei fiori di Petunia, all'interno di una stanza in cui volavano liberi dei bombi (Bombus terrestris). Applicando degli elettrodi sui gambi dei fiori, hanno così scoperto che quando un insetto si posa su di essi, consumando il nettare presente, il loro campo elettrico viene modificato. In questo modo, gli insetti potrebbero selezionare i fiori su cui vale la pena posarsi.

## Lotta biologica
Gli insetti pronubi possono essere utilizzati per il trasporto di microrganismi (funghi, batteri e virus) utili a combattere alcune tra le avversità delle piante coltivate.
In Italia, sono stati condotti studi sull'utilizzo di Apis mellifera e di Bombus terrestris per il trasporto di Trichoderma harzianum nella lotta alla muffa grigia della fragola.